# Oxycera submaculata
Oxycera submaculata är en tvåvingeart som beskrevs av Nartshuk och Rozkosny 1984. Oxycera submaculata ingår i släktet Oxycera och familjen vapenflugor. Inga underarter finns listade i Catalogue of Life.